# 譚翠珊
譚翠珊，香港資深編劇。曾為《甜孫爺爺》、《宮心計》、《守業者》、《載得有情人》、《刀下留人》、《平安谷之詭谷傳說》、《跳躍生命線》、《靈戲逼人》等無缐劇集編寫劇本。

## 編劇（無綫電視）
- 2000年：撻出愛火花、生命有TAKE2
- 2001年：陀槍師姐III、倚天屠龍記
- 2002年：談判專家
- 2003年：九五至尊
- 2004年：陀槍師姐IV、翡翠戀曲
- 2005年：Yummy Yummy
- 2006年：滙通天下
- 2007年：通天幹探
- 2008年：珠光寶氣、Click入黃金屋
- 2009年：ID精英、宮心計
- 2011年：蓋世孖寶、隔離七日情、紫禁驚雷、天與地
- 2013年：金枝慾孽貳、巨輪
- 2014年：守業者、叛逃、載得有情人
- 2015年：水髮胭脂、刀下留人
- 2016年：超能老豆、為食神探、致命復活
- 2017年：迷
- 2018年：平安谷之詭谷傳說、跳躍生命線
- 2019年：街坊財爺
- 2020年：黃金有罪
- 2021年：伙記辨大事
- 2021年：我家無難事
- 2022年：雙生陌生人

## 編審（無綫電視）
- 2022年：《雙生陌生人》
- 2023年：《靈戲逼人》